# Čhuku
Čhuku, Chuku, bog neba in bog stvarnik pri Ibojih v Nigeriji, Alijin mož. Na zemljo pošilja dež, in da bi ljudem zagotovil hranilne rastline, je ukazal kralju, naj obglavi sina in hčer, sužnja in sužnjo.
Iz zakopanih glav žrtev so zrasle različne rodovitne rastline in razno drevje. Čhukov simbol je sonce.